# John Hay (Offizier)

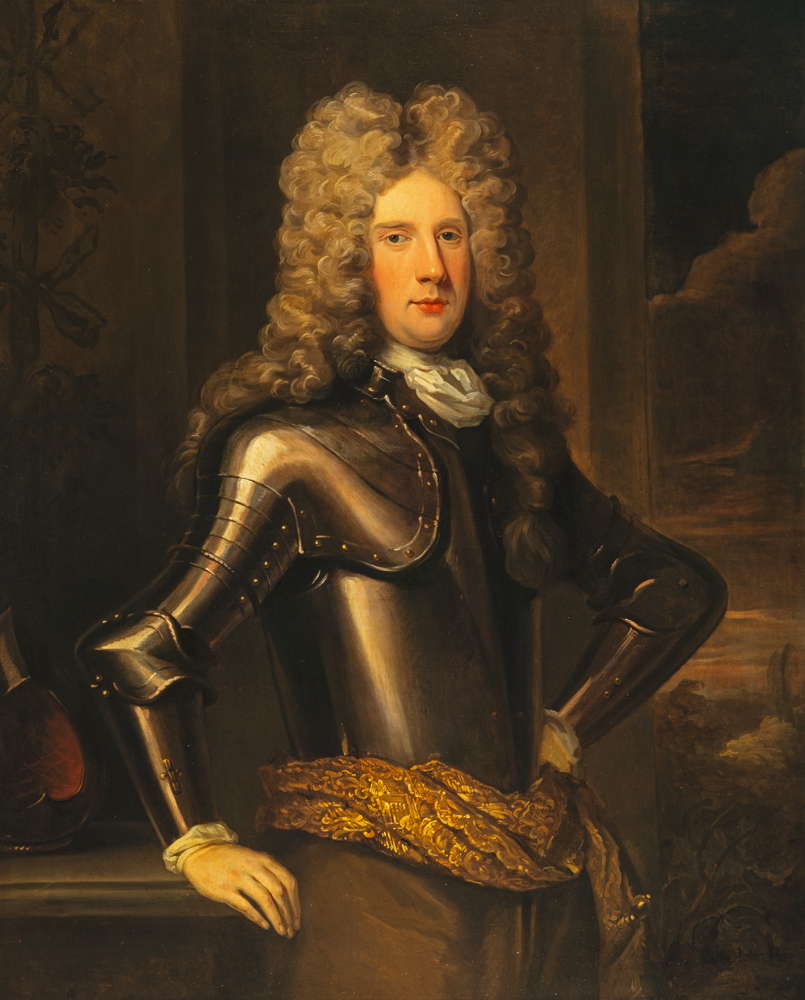
Lord John Hay, um 1700

Lord John Hay (* um 1671; † 25. August 1706 in Courtrai) war ein schottischer Adliger und Offizier.

## Leben
Er war der zweite Sohn von John Hay, 2. Marquess of Tweeddale, aus dessen Ehe mit Lady Mary Maitland, Tochter des John Maitland, 1. Duke of Lauderdale. Als jüngerer Sohn eines Marquess führte er ab 1697 das Höflichkeitsprädikat Lord.
Er trat in die schottische Armee ein und wurde im Juli 1689 Captain der Royal Scots Dragoons. Im September 1692 wurde er zum Major und im Februar 1694 zum Lieutenant-Colonel befördert. 1702 wurde er zum Colonel befördert und 1704 wurde er als Colonel of the Regiment Kommandant der Royal Scots Dragoons. Im Januar 1704 wurde er zum Brigadier-General befördert. Im Spanischen Erbfolgekrieg zeichnete er sich an der Spitze seines Reiterregiment besonders aus, so in der 
Schlacht am Schellenberg (1704), wo seine Einheit abgesessen die Anhöhen erstürmte, in der Schlacht bei Blenheim (1704) und in der Schlacht bei Ramillies (1706), wo sein Regiment so viele französische Soldaten des Régiment du Roi gefangen nahm, das es das Privileg erhielt, Grenadiermützen zu tragen. Hay starb noch während des Feldzuges am 25. August 1706 in Courtrai an einem anhaltenden Fieber.
In erster Ehe hatte er Lady Elizabeth Dalzell, Tochter des James Dalzell, 3. Earl of Carnwath, geheiratet. Nach deren Tod heiratete er in zweiter Ehe Elizabeth Orby, Tochter des Sir Thomas Orby, 1. Baronet. Beide Ehen blieben kinderlos. Seine Witwe heiratete später Major-General Robert Hunter († 1734).